# Парк XIX ст. (Пустомити)
Парк XIX ст. — парк-пам'ятка садово-паркового мистецтва місцевого значення в Україні. Розташований у центральній частині міста Пустомити Львівської області, при вул. Грушевського. 
Площа 3,5 га. Статус надано згідно з рішенням виконкому Львівської обласної ради від 9 жовтня 1984 року № 495. Перебуває у віданні: Комбінат комунальних підприємств. 
Статус надано для збереження парку, закладеного в XIX ст. У південній частині парку розташований палац, збудований у 1930-х роках.

## Фотогалерея

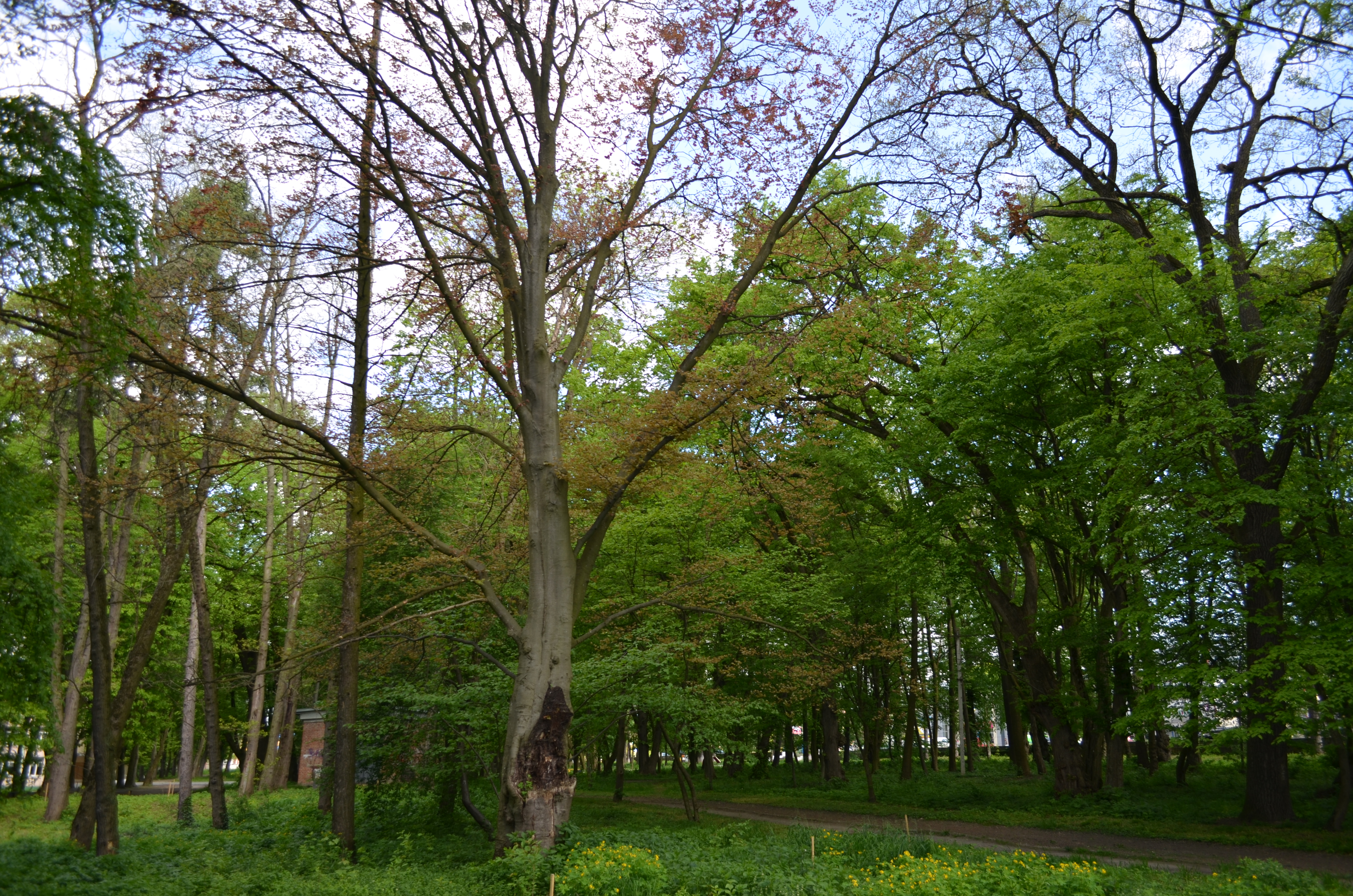
Парк ХІХ ст. в Пустомитах
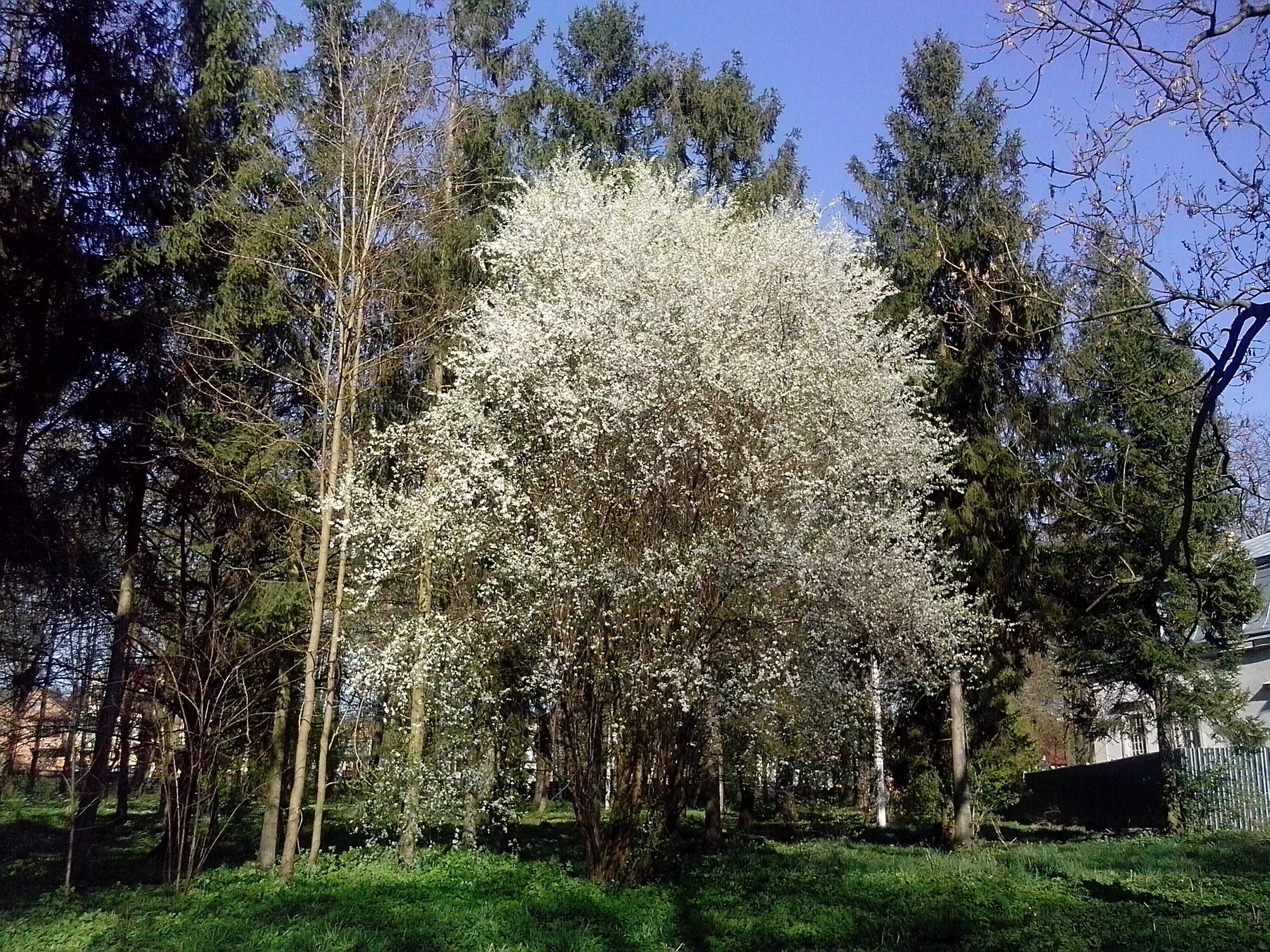
Весна в парку
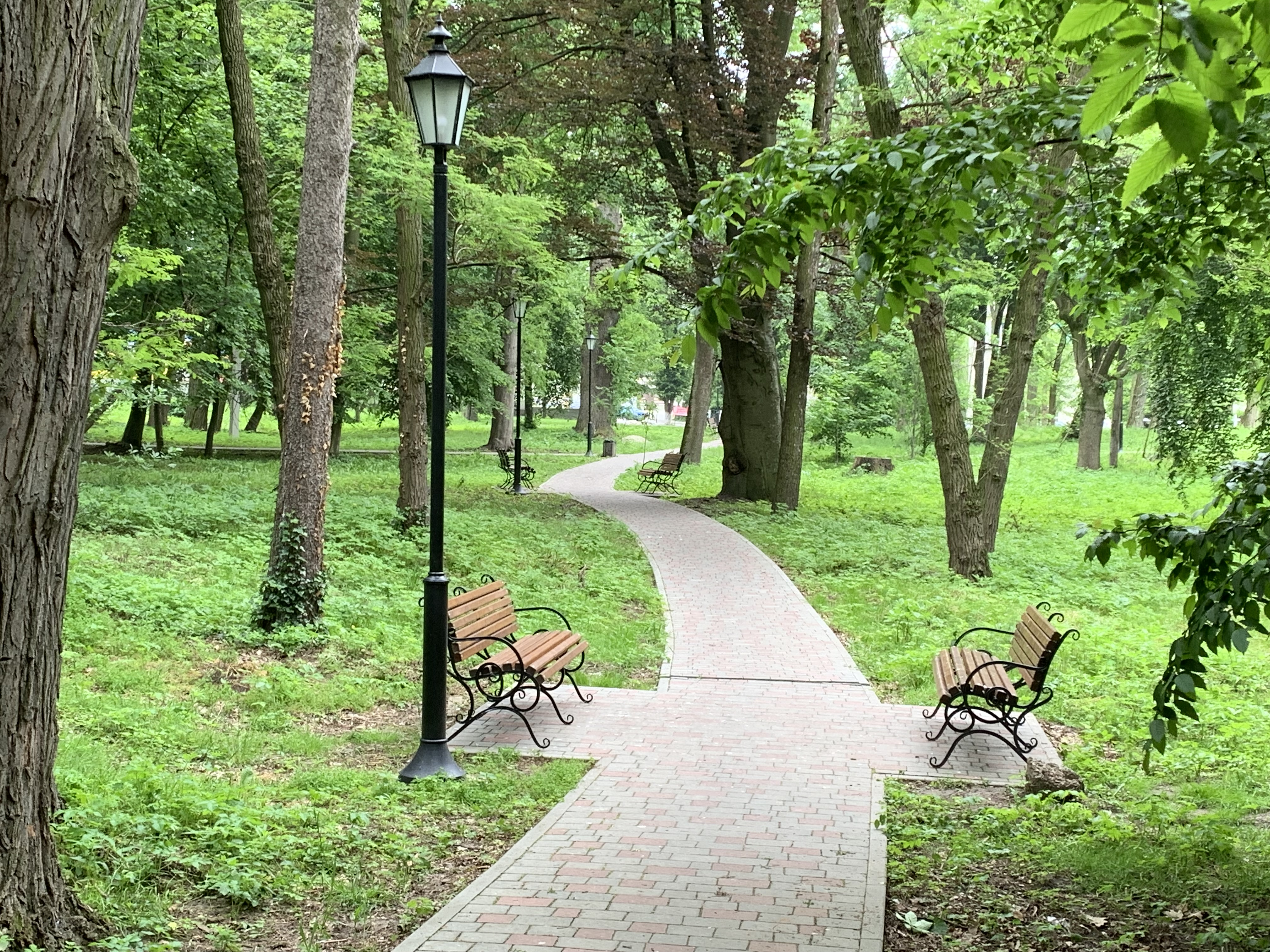
Парк весною 2019 року
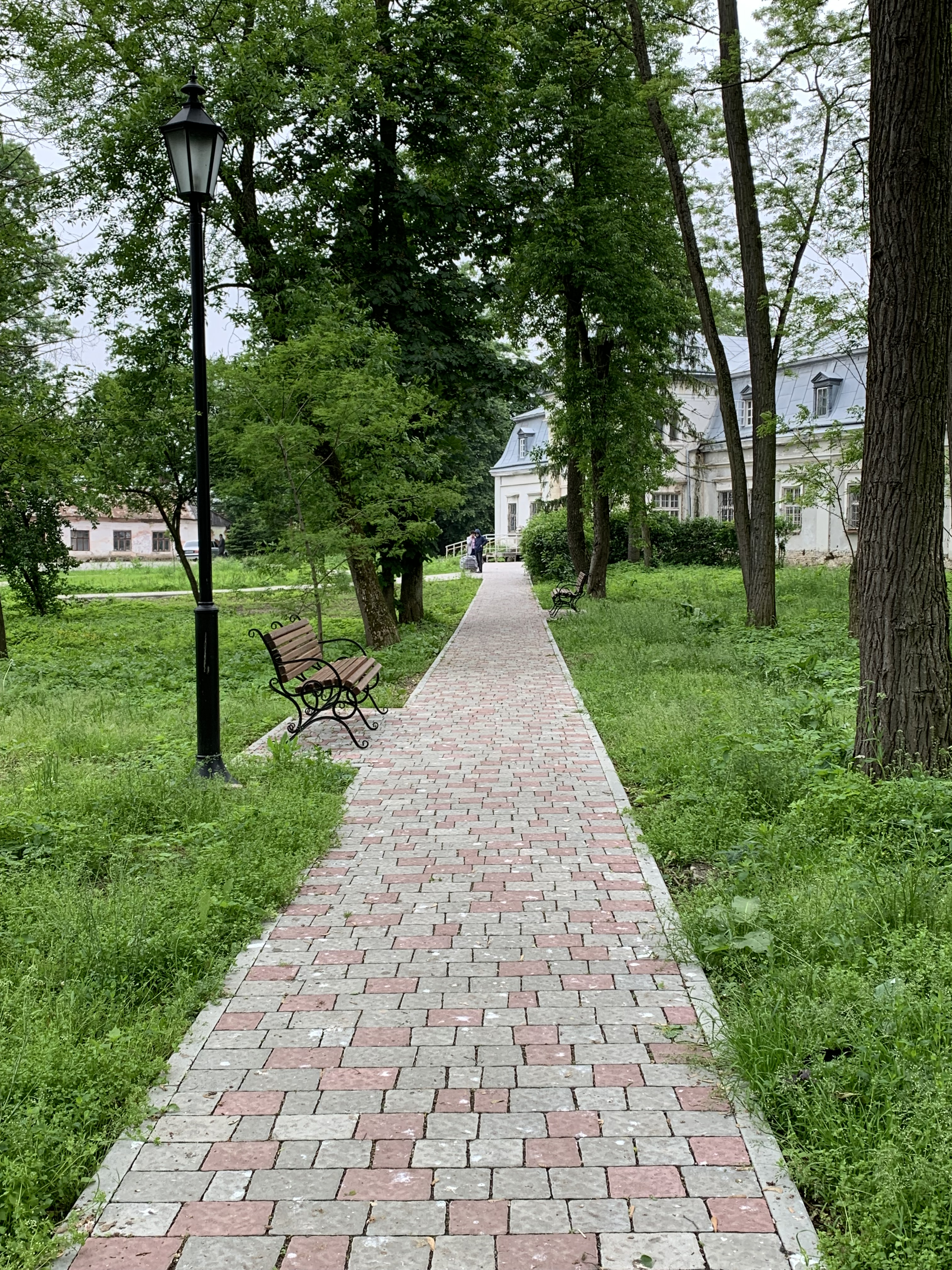
Паркова алея